# Trimethylaminuria
Trimethylaminuria (viết tắt là TMAU) là hội chứng người có mùi cá. Hiện trên thế giới có khoảng 600 người mắc căn bệnh này. Những người này cơ thể có mùi giống như mùi cá chết. Nguyên nhân là bị rối loạn enzim nên sản sinh chất giống mùi cá chết chất này được bài tiết qua phổi, ngấm vào mồ hôi nên những chỗ kín có mùi rất nặng. cho dù bệnh nhân có dùng mọi biện pháp như tắm rửa thường xuyên vệ sinh rất nhiều lần trong ngày nhưng kết quả vẫn rất thấp. Thực phẩm đóng vai trò rất quan trọng trong hơi thở cũng như mùi thoát ra từ cơ thể bệnh nhân. Bệnh nhân phải đặc biệt kiêng: Các chất giàu dinh dưỡng như trứng, thịt cá..., và các chất như pho mát bơ, chất nhiều tinh bột... Do đây là căn bệnh y học hiện đại chưa tìm ra cách điều trị đặc hiệu nên bệnh nhân thường rơi vào trạng thái rất bi quan và thường có xu hướng muốn tự sát. Chỉ có cách làm hạn chế mùi của bệnh nhân bằng cách cho họ tắm thường xuyên bằng chất khử mùi uống thuốc khử mùi...và có một chế độ dinh dưỡng thật nghiêm ngặt như vậy họ có thể giảm được 80% mùi của cơ thể, họ có thể bắt đầu lại các mối quan hệ xã hội nhưng lời khuyên là cũng nên đề phòng.